# ویلسونیا (ویرجینیای غربی)
ویلسونیا (به انگلیسی: Wilsonia) یک منطقهٔ مسکونی در ایالات متحده آمریکا است که در شهرستان گرنت، ویرجینیای غربی واقع شده‌است.